# Балка (Ростовская область)
Ба́лка — хутор в Матвеево-Курганском районе Ростовской области.
Входит в состав Новониколаевского сельского поселения.

## Население
| 2010 |
| ---- |
| 151  |

## Улицы
- ул. Мира,
- ул. Московская,
- ул. Победы,
- ул. Пролетарская,
- ул. Сельская.